# Espacio y Desarrollo
Espacio y Desarrollo es una revista científica geográfica arbitrada, fundada en 1989 por el geógrafo peruano Hildegardo Córdova Aguilar y la geógrafa francesa Nicole Bernex. Desde entonces es publicada por el Centro de Investigación en Geografía Aplicada de la Pontificia Universidad Católica del Perú en Lima. Reúne artículos geográficos de investigadores nacionales y extranjeros. Los artículos están bajo una licencia de Creative Commons. Es abreviada por Espac. Desarro. El actual  (2022) director y editor es Carlos Tavares Corrêa de la Pontificia Universidad Católica del Perú.

## Enfoque temático y regional
Espacio y Desarrollo se centra en las áreas de investigación de la Geografía, integrando la Geografía física y la Geografía humana. Se orienta hacia la relación entre hombre y medio ambiente. El enfoque regional es Latinoamérica, sobre todo los Andes y la Amazonía.

## Indexación
Actualmente, Espacio y Desarrollo está incluido en la base de datos EBSCOhost, en Latindex, en Dialnet, en ERIH PLUS y en el DOAJ (Directory of Open Access Journals).